# Shimmer Into Nature
Shimmer Into Nature è un album discografico del  chitarrista britannico Ed Wynne, pubblicato nel 2019. 

## Tracce
1. Weightless – 7:55
2. Travel Dust – 9:15
3. Oddplonk – 8:00
4. Shim – 7:44
5. Wherble – 10:20

## Formazione
- Ed Wynne – chitarra